# 新坂町 (横手市)
新坂町（しんざかちょう）は、秋田県横手市の町丁。郵便番号は013-0006。人口は110人、世帯数は45世帯（2020年10月1日現在）。丁目の設定のない単独町名で、全域で住居表示を実施している。旧横手市睦成の一部に相当する。

## 地理
横手地域の中央部に位置し、東で明永町、西で大鳥町・睦成、南で幸町、北で台所町と隣接する。東端を県道272号御所野安田線、南端を明永沼からの灌漑用水が西流し横手川に合流する。横手川に面した南西端は大鳥井山があり、山頂に大鳥井山神社が鎮座する。藩政期の羽州街道である市道新坂七日町線が南北に縦貫しており、沿線に住宅が立ち並ぶ。
全域が都市計画区域に含まれるが、区域区分非設定区域となっている。都市計画法上の用途地域では県道沿いと横手市公文書館の敷地が第一種中高層住居専用地域に、その他の全域が第一種低層住居専用地域に指定されている。

### 地名の由来
現在の新坂町という地名は1965年に実施された住居表示の際に命名されたもので、一帯が通称地名で「新坂」と呼ばれていたことに由来する。大鳥井、台所館の一帯は高台となっており、道路が市街地に向かって坂となっており、周辺も含めて新坂と呼ばれている。

## 歴史

### 年表
- 1954年（昭和29年）1月 - 横手第三中学校の校舎が、朝倉小学校から台所館に移転[10]。
- 1958年（昭和33年）9月1日 - 横手第二中学校・横手第三中学校が統合（名実統合）し、鳳中学校となる[10]。
- 1959年（昭和34年）12月 - 旧横手第三中学校校舎の増築が完了し、旧第二中校舎の生徒が旧第三中校舎へ移転し、統合完了[11]。
- 1979年（昭和54年） - 大鳥公園運動広場が竣工[12]。
- 1980年（昭和55年） - 大鳥公園市民プールが竣工[12]。
- 2005年（平成17年）10月1日 - 町名の読み方が「しんざかまち」から「しんざかちょう」へと変更[13]。
- 2013年（平成25年）3月 - 鳳中学校が、横手北中学校への統合のため閉校[14]。
- 2016年（平成28年） - 大鳥公園市民プールが休止[15]。
- 2020年（令和2年）
  - 5月1日 - 旧鳳中学校校舎に横手市公文書館が開館[16]。
  - 大鳥公園市民プールが廃止[15]。

### 町名の変遷
特記のないものはすべて住居表示実施に伴う変更。
| 実施後 | 実施年月日     | 実施前                 |
| ------ | -------------- | ---------------------- |
| 新坂町 | 昭和40年4月1日 | 睦成字明永（一部）     |
| 新坂町 | 昭和40年4月1日 | 睦成字台所館（一部）   |
| 新坂町 | 昭和40年4月1日 | 睦成字大鳥井山（一部） |

## 世帯数と人口
2020年（令和2年）10月1日現在の世帯数と人口は以下の通りである。
| 丁目   | 世帯数 | 人口  |
| ------ | ------ | ----- |
| 新坂町 | 45世帯 | 110人 |

### 人口・世帯数の推移
以下は国勢調査による1995年（平成7年）以降の人口の推移。
| 年                 | 人口 |
| ------------------ | ---- |
| 1995年（平成7年）  | 181  |
| 2000年（平成12年） | 164  |
| 2005年（平成17年） | 142  |
| 2010年（平成22年） | 129  |
| 2015年（平成27年） | 119  |
| 2020年（令和2年）  | 110  |

以下は国勢調査による1995年（平成7年）以降の世帯数の推移。
| 年                 | 世帯数 |
| ------------------ | ------ |
| 1995年（平成7年）  | 58     |
| 2000年（平成12年） | 55     |
| 2005年（平成17年） | 53     |
| 2010年（平成22年） | 50     |
| 2015年（平成27年） | 50     |
| 2020年（令和2年）  | 45     |

## 小・中学校の学区
市立小・中学校に通う場合、学区（校区）は以下の通りとなる。
| 番地 | 小学校             | 中学校               |
| ---- | ------------------ | -------------------- |
| 全域 | 横手市立朝倉小学校 | 横手市立横手北中学校 |

## 交通

### 鉄道
町内に駅はない。最寄り駅は■奥羽本線、■北上線の横手駅。

### 道路
- 秋田県道272号御所野安田線

## 施設
- 大鳥井山神社[23]
祭神：月夜見大神、祭日：8月22日・23日[23]
延宝7年（1679年）建立と伝えられる[23][24]。旧社殿は小野寺氏時代の平城の城門の一部が用いられたと伝えられているが、1956年（昭和31年）6月に焼失[24]。1957年（昭和32年）5月に現在の社殿が建立された[24]。
- 大鳥井山稲荷神社（大鳥井山神社境内）[25]
祭神：宇迦御魂大神、祭日：初午・5月28日[25]
- 横手市公文書館（2番74号）[26]